# Alumno aventajado
Verano de corrupción: Alumno aventajado (título original en inglés: Apt Pupil) es una novela escrita por Stephen King originalmente publicada en 1982 como parte del libro Las cuatro estaciones, subtitulado como Verano de corrupción. La historia fue adaptada a la gran pantalla en la película del mismo nombre dirigida por Bryan Singer y protagonizada por Ian McKellen y Brad Renfro.
Alumno Aventajado cuenta con 29 capítulos, muchos de los cuales son encabezados por mes. La historia se desarrolla en un suburbio de San Diego en California llamado "Santo Donato" y se desarrolla en un periodo de cuatro años. Es la única novela de "Las Cuatro Estaciones" en ser narrada en tercera persona.

## Sinopsis
Todd es un joven fascinado por la temática de la Segunda Guerra Mundial y el nazismo. Por casualidad descubre que uno de sus vecinos, un anciano, fue un importante miembro del partido Nazi que huyó tras la victoria del ejército aliado y se ocultó en los Estados Unidos, cambiando su identidad. Deseoso por conocer todas sus historias, Todd chantajea al viejo con desvelar su identidad si no le cuenta la historia de su vida.